# Costularia nervosa
Costularia nervosa är en halvgräsart som beskrevs av Jean Raynal. Costularia nervosa ingår i släktet Costularia, och familjen halvgräs.
Artens utbredningsområde är Nya Kaledonien. Inga underarter finns listade i Catalogue of Life.